# Nuraghe

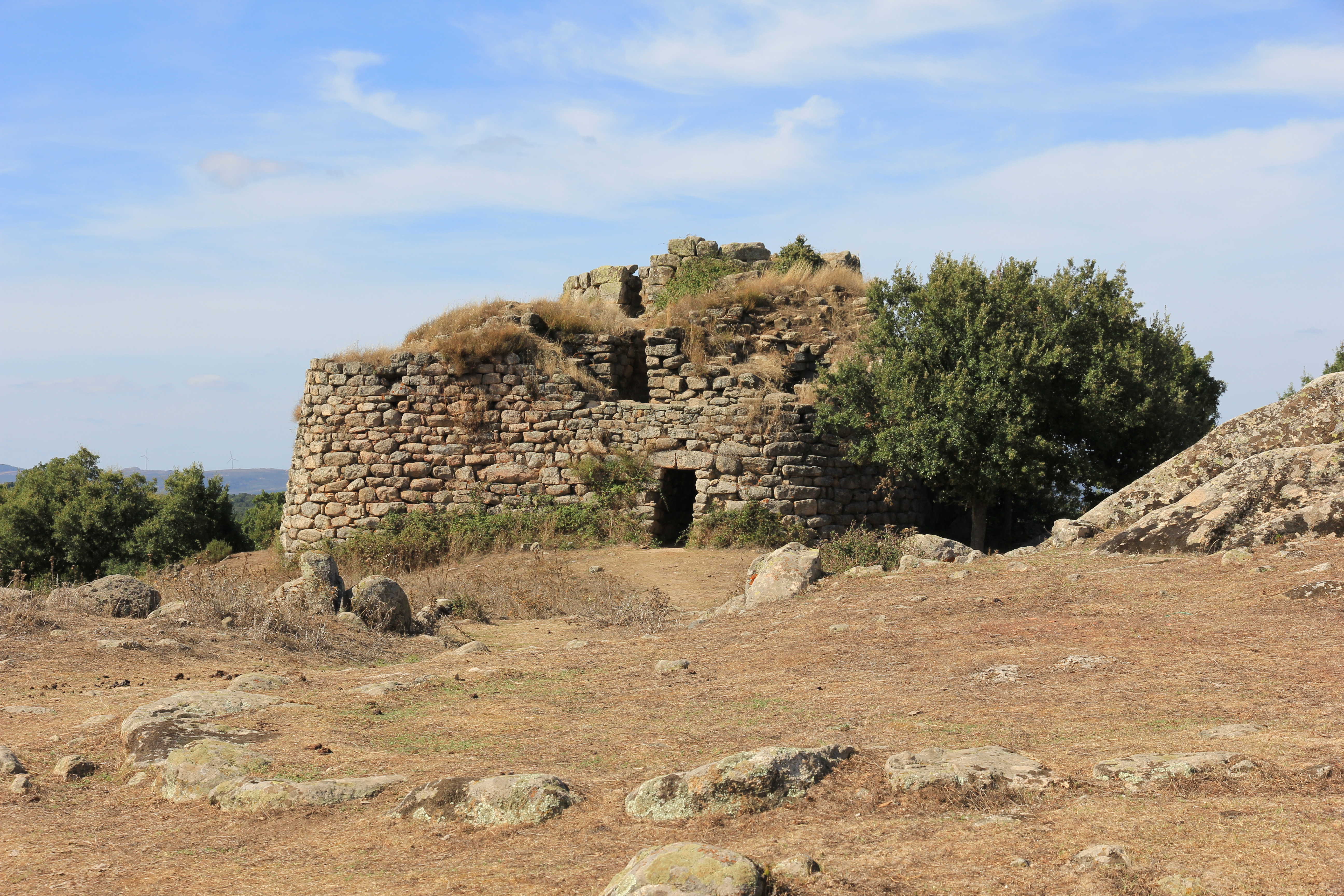
Le à Buddusò.

Un nuraghe est un type de construction préhistorique, le plus souvent constituée d'une unique tour ronde en forme de cône tronqué, apparue en Sardaigne entre le XVe siècle av. J.-C. et la fin du Xe siècle av. J.-C. C'est le monument éponyme de la culture nuragique.

## Étymologie
Le terme nuraghe est d'origine sarde, où il se prononce [nuˈraɡe] (pluriel nuraghi en italien, nuraghes en sarde). En français, le terme, masculin, se prononce [nurag] ; les variantes « nouraghe » et « nourague » et les transcriptions vieillies « nurage », « noraghe » et « nurhag » peuvent aussi se rencontrer. Le pluriel peut être un décalque de l'italien « nuraghi » ou être francisé en « nuraghes ».
Selon l'Oxford English Dictionary, l'étymologie du terme est incertaine et contestée : « le terme est peut-être lié aux toponymes sardes Nurra, Nurri, Nurri, ou au sarde nurra, tas de pierres, cavité dans la terre (bien que ces sens soient difficiles à concilier). Une connexion avec la base sémitique de l'arabe nūr, « lumière », « feu », est généralement rejetée. ».   
Une théorie étymologique suggère une origine proto-basque sous le terme *nur (pierre) avec la terminaison commune plurielle -ak, le suffixe paléosarde -ake, également présent dans certaines langues indo-européennes telles que le latin et le grec. Une autre explication possible est que le mot nuraghe viendrait du nom du héros mythologique ibérique Norax et que la racine *nur serait une adaptation de la racine indo-européenne *nor.

« Aujourd'hui, la Sardaigne fait partie de l'Espagne et des ruines antiques en forme de tour, effilées vers le sommet, recouvrent les zones rurales et montagneuses. Elles sont construites avec des rochers solides et présentent de petites ouvertures; au centre se trouvent de petites marches menant au sommet: elles ressemblent à des forteresses. Les Sardes indigènes appellent ce type de ruines Nuraghes, peut-être parce qu'elles sont ce qui reste des exploits de Norax. »

— Sigismondo Arquer, Sardiniae brevis historia et descriptio, CUEC, page 16.

## Proto-nuraghes

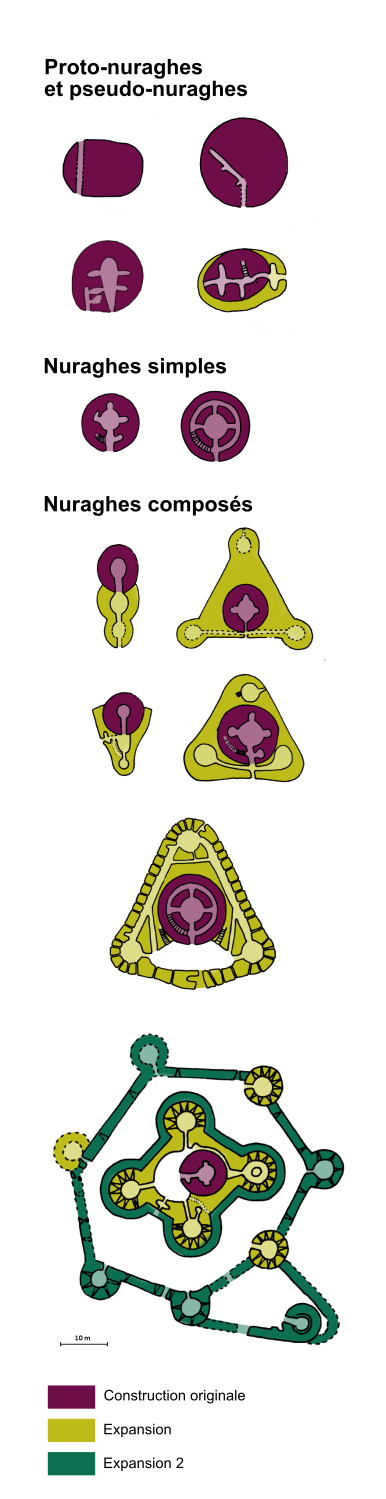
Des proto-nuraghes aux nuraghes les plus complexes.

On recense environ 300 proto-nuraghes. Ces édifices diffèrent significativement des nuraghes classiques. Extérieurement, ce sont des édifices plus compacts, de forme irrégulière, dont la hauteur ne dépasse pas 10 m (contre plus de 20 m pour les plus grands nuraghes), avec une importante emprise au sol (245 m2 en moyenne en Marghine et Planargia). Intérieurement, ils ne comportent pas une chambre circulaire mais un ou plusieurs couloirs et plus rarement une petite cellule couverte en fausse voûte. Le couloir est recouvert de dalles horizontales dites « en plate-bande ». Le plus souvent, il s'agit d'un couloir aveugle, flanqué de petites niches ou traversé par plusieurs couloirs transversaux, mais il existe aussi des édifices avec un couloir traversant avec une entrée à chaque extrémité de la construction, appelés alors proto-nuraghes « à couloir passant ». Certains proto-nuraghes ne comportent pas de couloir mais uniquement de petites cellules avec des entrées indépendantes (Friarosu, Mogorella). De fait, le proto-nuraghe s'apparente à un massif de maçonnerie, en pierres sèches, qui pourrait correspondre à une plate-forme surmontée d'une terrasse supérieure qui pourrait avoir accueilli des constructions en bois. L'accès à la partie supérieure se fait par un escalier depuis le couloir. L'architecture des proto-nuraghes connaît une évolution avec l'apparition d'un couloir qui s'élargit progressivement et gagne en hauteur, en forme de dos d'âne ou de quille renversée. Cette évolution semble annoncer l'apparition de la fausse coupole caractéristique des nuraghes.

## Caractéristiques

### Architecture
Chaque monument comporte des particularités mais les méthodes de construction sont similaires. On distingue deux types de monuments : des monuments simples, les  plus nombreux, constitués d'une seule tour tronconique, et des monuments plus complexes comportant une tour principale incluse dans un ensemble plus vaste comprenant des remparts, des tours d'angles et des bastions, tels de véritables forteresses (Su Nuraxi, Santu Antine, Losa, Santa Barbara, Arrubiu). Certains monuments complexes résultent de multiples rajouts (tours, remparts, enceinte avec tours d'angles) effectués autour d'une simple tour originelle réalisés à la fin de l'âge du bronze et au début de l'âge du fer. Il n'est pas pour autant démontré qu'il s'agisse d'une évolution systématique, l'état initial d'une construction n'étant pas toujours identifiable, certaines constructions semblent avoir été réalisées en une seule étape. Dans tous les cas, les nuraghes sont des constructions robustes. 
La tour nuraghique typique a la forme d'un cône tronqué et ressemble de l'extérieur à une tour médiévale et à l'intérieur à une « tholos »  mycénienne. Cette comparaison, fréquente, avec la tholos mycénienne ne se justifie que pour la construction de la voute, montée selon la technique de l'encorbellement. Le nuraghe est un édifice à ciel ouvert alors que la tholos est enterrée sous une colline artificielle. Un nuraghe est édifié selon la technique du double parement avec des murs en pierres sèches. L'utilisation d'un liant en argile n'est attesté que sur de rares constructions et pourrait correspondre à une phase de réfection. Le mur extérieur est monté avec des blocs polygonaux irréguliers dont la taille diminue avec la hauteur avec une base en appareil cyclopéen. Dans la partie supérieure, les blocs utilisés sont plus ouvragés. Le mur intérieur est constitué de petites pierres et s'achève par une voûte tronconique dans sa partie supérieure. L'intervalle entre les deux murs est comblé avec de la pierraille. On accède au nuraghe par une entrée unique au ras du sol ou éventuellement légèrement surélevée. Aucune porte n'a jamais été retrouvée, mais elle peut avoir été détruite. La chambre du rez-de-chaussée comporte un escalier hélicoïdal, construit dans l'épaisseur d'un mur (le plus souvent celui de gauche), qui dessert les étages supérieurs (maximum deux) ou à la terrasse finale. Dans certains cas (Su Nuraxi, Barumini), l'escalier ne part pas directement du sol mais d'une certaine hauteur (jusqu'à 6 m de hauteur à Is Paras), ce qui suppose l'existence d'un moyen d'accès supplémentaire probablement en bois de type échelle. Certains nuraghes ne comportent pas d'escalier intérieur, ce qui implique l'existence à l'origine d'un accès extérieur.
Les murs des salles comportent des niches, dont une aménagée face à l'entrée parfois interprétée comme une guérite pouvant abriter un garde. Les plus grandes sont de fait de véritables petites chambres ou des couloirs qui s'enroulent en anneau autour de la pièce (Santu Antine). Les sols des pièces et de la terrasse extérieure mais aussi les murs de l'escalier peuvent comporter des niches supplémentaires probablement utilisées comme espace de stockage. La salle du rez-de-chaussée peut comporter un puits. Dans de nombreux nuraghes, la salle inférieure comprend une banquette le long des parois. Les pièces et l'escalier interne sont éclairés par des fenêtres ou de petites ouvertures pratiquées en espaçant deux pierres d'une même assise.
Les constructions les plus complexes peuvent comporter de quatre à six tours d'angles (jusqu'à dix-sept tours à Arrubiu) destinées à renforcer la muraille d'enceinte et à supprimer les angles morts. Elles permettent de répondre aux mêmes exigences que celles d'un château-fort médiéval. Elles comportent un espace intérieur dégagé qui pouvait accueillir temporairement des hommes et des animaux. L'accès n'est possible que par une entrée étroite pratiquée dans l'épaisseur de l'enceinte et prolongée par un corridor comportant des renfoncements qui pouvaient abriter des gardes. La découverte de modèles de nuraghi miniatures (en céramique ou en bronze) permet d'affirmer que les nuraghes comportaient parfois plusieurs étages (rarement conservés dans les faits). Un chemin de ronde protégé et équipé de meurtrières couronne l'ensemble et surplombe le mur extérieur,. L'enceinte s'élève sur deux à trois niveaux, chaque niveau correspondant à un corridor interne à la muraille, percé de rangées de meurtrières et reliant les différentes tours d'angle entre elles. Certaines enceintes ont conservé des aménagements de type corbeaux sur lesquels devaient reposer un genre de mâchicoulis. Le bastion fortifié est parfois inclus dans une enceinte beaucoup plus vaste, pourvues elle-aussi de tours, appelée « avant-murs », constituant une ligne avancée de défense, comme à Losa.

### Datation
Les nuraghes sont bâtis durant une période comprise entre le XVe siècle av. J.-C. et la fin du Xe siècle av. J.-C. Ils font leur apparition en Sardaigne vers 1660 av. J.-C.-1550 av. J.-C.. Ultérieurement, ils continuent à être utilisés, souvent comme lieux de culte.

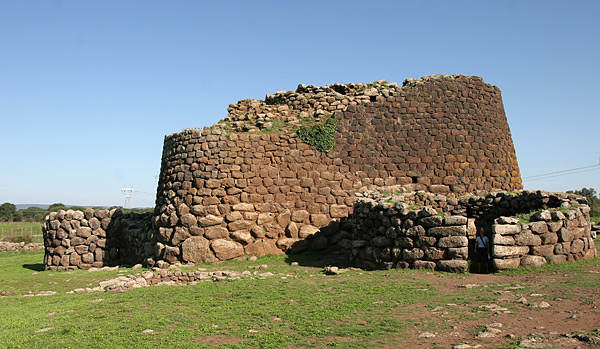
Le nuraghe Losa, près d'Abbasanta.

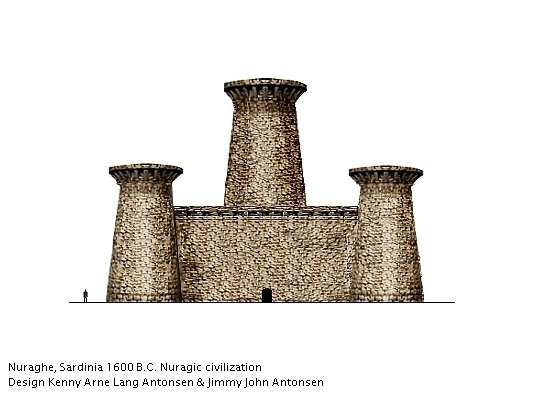
Reconstruction d'un nuraghe complexe.

### Fonction
Aucun consensus n'existe sur la fonction des nuraghes. Toutefois, de nombreux nuraghes ont été édifiés à des endroits stratégiques (sommet des collines, à proximité de voies de communication) et pouvaient ainsi contribuer au contrôle d'un territoire donné. Édifices à la fois civil et militaire, les nuraghes peuvent avoir eu des fonctions différenciées ce qui expliquerait leur plan parfois complexe et la diversité des édifices mais les théories qui voient dans les nuraghes des édifices de culte ne reposent sur aucune méthodologie archéologique. L’archéologue Giovanni Lilliu a ainsi émis l'hypothèse que les nuraghes avaient un rôle militaire assez réduit et assuraient essentiellement des fonctions sociale, politique et religieuse au sein d'une communauté villageoise. Les nuraghes sardes présentent des parentés architecturales plus ou moins éloignées avec les torre corses et les talayots des Baléares, qui sont cependant plus simples et dont les chronologies respectives s'accordent mal avec des probabilités d'influences réciproques, tout au plus ces parentés peuvent résulter d'une matrice culturelle commune qui n'empêche pas l'apparition de développements originaux.
Les nuraghes sont fréquemment associés, généralement en position décentrée, à des structures d'habitat de forme circulaires accolées les unes aux autres sans espace de circulation entre elles. Les structures d'habitat sont constituées d'une base constituée de murs en pierres sèches ne dépassant pas 1 m de hauteur. Les archéologues supposent que la partie supérieure des murs devait être constituée d'une structure composée de matériaux périssables (torchis, branchages),. Quelques habitations comportent un sol dallé, de gros vases destinés à conserver des denrées alimentaires enfouis sous le pavement. Lorsque les murs sont suffisamment épais ils peuvent inclure des niches ; le foyer est généralement placé au centre.  À la fin de l'âge du Bronze, les cabanes sont compartimentées en petites pièces disposées autour d'une petite cour et équipées d'un four à pain et les villages semblent mieux aménagés avec des petites places au milieu d'un groupe d'habitations mais les voies de circulation demeurent limitées. Ces groupes d'habitation, qui correspondent peut-être à une organisation familiale ou clanique, peuvent comprendre, comme à Sédillo et à Su Nuraxi, un ou plusieurs édifices de grande taille incluant un aménagement intérieur constitué d'une banquette en pierre adossée au mur interne sur tout le pourtour de la pièce, appelée « rotonde », avec une vasque en pierre positionnée au centre ou adossée à une paroi, probablement destinée à des rites de purification liés à ces assemblées. Il s'agit probablement d'édifices publics permettant de réunir la population,. Il n'existe pas pour autant d'équipements publics (puits, fontaine, abreuvoir, système d'écoulement des eaux), ces groupes d'habitations se développent sans plan coordonné. Dans ce cadre, l'association d'un nuraghe et de son village peut rappeler celles des structures palatiales, connues en Crète et en Grèce continentale à la même période, mais à une échelle bien plus modeste mais il existe aussi de nombreux villages sans nuraghe. Les nuraghes pourraient ainsi correspondre à de petites chefferies indépendantes assurant la défense d'un territoire restreint où les édifices les plus complexes relèveraient autant si non plus d'une compétition entre communautés que de réelles nécessités défensives.

## Recensement
À partir du milieu du XIXe siècle, beaucoup de nuraghes ont été démantelés pour en récupérer les pierres afin de clôturer les parcelles et d'empierrer les routes.
À la fin du XXe siècle, les archéologues estimaient qu'il subsistait un peu moins de 7 000 nuraghes en Sardaigne, principalement dans le nord-ouest et le centre-sud de l'île, mais en une vingtaine d'années, « le nombre d’édifices répertoriés est passé de 9 000 à 20 000 ».
Su Nuraxi, dans la province de Sardaigne du Sud est sans doute le village nuragique le mieux conservé et le plus spectaculaire par son organisation. D'autres nuraghes imposants sont situés à proximité d'Alghero (nuraghe Palmavera), Macomer (nuraghe Santa Barbara), Abbasanta (nuraghe Losa), Orroli (nuraghe Arrubiu), Torralba (nuraghe Santu Antine), Villanovaforru (nuraghe Genna Maria), Villanova Monteleone (nuraghe Appiu) et Gonnesa (nuraghe Seruci).